# 양해 (후한)
양해(襄楷, 136년 이전 ~ ?)는 후한 말기의 정치인이다. 자는 공구(公矩)이며, 평원군 탑음현(漯陰縣) 사람이다.
우길의 제자이다. 배우기를 좋아해 옛 일에 정통하고 천문, 음양의 술법에 뛰어났으며, 환제 때 《태평청령서》를 바쳤지만 받아들여지지 않았다. 환관이 조정에서 전횡해 정치와 형벌이 모질고 어지러우면서 황자를 잃고 재해와 이변이 되풀이되는 상황이었는데, 166년에 상소로 이를 간했지만 오히려 하옥되었다. 168년, 영제가 즉위하자 진번이 방정으로 천거했지만 이르지 못했다. 185년, 왕분, 주정, 허유, 진일 등과 함께 모여 천문이 환관들에게 이롭지 못해 황문, 상시들이 멸족될 것이라 하며 왕분이 영제를 폐위하고 합비후를 세우려고 했다. 중평 연간(186년~189년 사이)에 순상, 정현과 함께 박사로 징소되었지만 이르지 않고 집에서 죽었다.